# Jeździectwo na Letnich Igrzyskach Olimpijskich 1952
Jeździectwo na Letnich Igrzyskach Olimpijskich 1952 w Helsinkach rozgrywane było w dniach 28 lipca – 2 sierpnia. W zawodach wzięło udział 134 jeźdźców (w tym 4 kobiety) z 25 krajów. Polacy nie startowali.

## Medaliści
| Konkurencja                          | Złoto | Srebro | Brąz |
| Ujeżdżenie indywidualnie             | Szwecja · Henri Saint Cyr na koniu Master Rufus                                                                             | Dania · Lis Hartel na koniu Jubilee                                                                                  | Francja · André Jousseaume na koniu Harpagon                                                                                                 |
| Ujeżdżenie drużynowo                 | Szwecja · Henri Saint Cyr na koniu Master Rufus · Gustaf Adolf Boltenstern na koniu Krest · Gehnäll Persson na koniu Knaust | Szwajcaria · Gottfried Trachsel na koniu Kursus · Henri Chammartin na koniu Wöhler · Gustav Fischer na koniu Soliman | Niemcy Heinz Pollay na koniu Adular Ida von Nagel na koniu Afrika Fritz Thiedemann na koniu Chronist                                         |
| WKKW indywidualnie                   | Szwecja · Hans von Blixen-Finecke na koniu Jubal                                                                            | Francja · Guy Lefrant na koniu Verdun                                                                                | Niemcy Wilhelm Büsing na koniu Hubertus |
| WKKW drużynowo                       | Szwecja · Hans von Blixen-Finecke na koniu Jubal · Olof Stahre na koniu Komet · Folke Frölén na koniu Fair                  | Niemcy Wilhelm Büsing na koniu Hubertus Klaus Wagner na koniu Dachs Otto Rothe na koniu Trux von Kamax               | Stany Zjednoczone · Charles Hough na koniu Cassivellannus · Walter Staley na koniu Craigwood Park · John Wofford na koniu Benny Grimes       |
| Skoki przez przeszkody indywidualnie | Francja · Pierre Jonquères d’Oriola na koniu Ali Baba                                                                       | Chile · Óscar Cristi na koniu Bambi                                                                                  | Niemcy Fritz Thiedemann na koniu Meteor |
| Skoki przez przeszkody drużynowo     | Wielka Brytania · Wilfred White na koniu Nizefela · Douglas Stewart na koniu Aherlow · Harry Llewellyn na koniu Foxhunter   | Chile · Óscar Cristi na koniu Bambi · César Mendoza na koniu Pillán · Ricardo Echeverría na koniu Lindo Peal         | Stany Zjednoczone · William Steinkraus na koniu Hollandia · Arthur McCashin na koniu Miss Budweiser · John William Russell na koniu Democrat |

## Klasyfikacja medalowa
| Lp. | Państwo           |   |   |   | Razem |
| --- | ----------------- | - | - | - | ----- |
| 1.  | Szwecja           | 4 | 0 | 0 | 4     |
| 2.  | Francja           | 1 | 1 | 1 | 3     |
| 3.  | Wielka Brytania   | 1 | 0 | 0 | 1     |
| 4.  | Chile             | 0 | 2 | 0 | 2     |
| 5.  | Niemcy            | 0 | 1 | 3 | 4     |
| 6.  | Dania             | 0 | 1 | 0 | 1     |
| 6.  | Szwajcaria        | 0 | 1 | 0 | 1     |
| 8.  | Stany Zjednoczone | 0 | 0 | 2 | 2     |